# NGC 5768
NGC 5768 (другие обозначения — UGC 9564, MCG 0-38-9, ZWG 20.26, KARA 652, IRAS14495-0219, PGC 53089) — спиральная галактика (Sc) в созвездии Весы.
Этот объект входит в число перечисленных в оригинальной редакции «Нового общего каталога».